# جون كيرتن
جون كيرتن (بالإنجليزية: John Curtin) (8 يناير 1885 - 5 يوليو 1945) هو سياسي أسترالي تولى منصب رئيس وزراء أستراليا الرابع عشر في الفترة الممتدة من عام 1941 حتى وفاته في عام 1945. قاد البلاد في أغلبية الحرب العالمية الثانية، بما في ذلك فترة حرب المحيط الهادئ باستثناء الأسابيع القليلة الأخيرة لتلك الفترة. كان زعيم حزب العمال الأسترالي من عام 1935 حتى عام 1945 وكانت فترة زعامته هي الأطول إلى أن تولى غوف وايتلام المنصب. حظيت مهارات كيرتن القيادية وشخصيته باستحسان معاصريه السياسيين. استُشهد به كثيرًا باعتباره واحدًا من أعظم رؤساء وزراء أستراليا، وهو رئيس الوزراء الوحيد الذي مثّل الدائرة الانتخابية في غرب أستراليا.
انقطع كيرتن عن الدراسة في سن الثالثة عشر وانخرط في حركة العمال في ملبورن. انضم إلى حزب العمال في سن مبكرة، وانخرط في الحزب الاشتراكي الفيكتوري. شغل منصب وزير الدولة لاتحاد عمال الأخشاب في عام 1911 والرئيس الاتحادي في عام 1914. كان كيرتن قائد حملة «لا» خلال استفتاء عام 1916 الذي أُجري بشأن التجنيد الإجباري في الخارج، وسُجن لفترة وجيزة لرفضه حضور فحص طبي إجباري. انتقل إلى بيرث في العام التالي ليعمل محررًا في صحيفة ويستراليان ووركر، وشغل بعد ذلك منصب رئيس الدولة لرابطة الصحفيين الأستراليين.
بعد ثلاث محاولات سابقة، انتُخب كيرتن لعضوية مجلس نواب أستراليا في الانتخابات الفيدرالية لعام 1928، وفاز بشعبة فريمانتل. ظل مواليًا لحكومة العمال خلال انشقاق الحزب في عام 1931. خسر مقعده في الهزيمة الساحقة التي مني بها حزب العمال في انتخابات عام 1931، ولكنه فاز به في عام 1934. وفي العام التالي، انتُخب كيرتن زعيمًا للحزب خلفًا لجيمس سكولين، إذ هزم فرانك فورد بفارق صوت واحد. فاز الحزب بمقاعد في انتخابات عامي 1937 و 1940، ونتج عن انتخابات عام 1940 برلمانًا معلقًا. وفي نهاية المطاف، شكل حزب العمال حكومة أقلية في أكتوبر 1941، عندما لم تحظَ حكومة فادن بالثقة.
وقع الهجوم الياباني على بيرل هاربر بعد شهرين من تولي كيرتن منصب رئيس الوزراء، ودخلت أستراليا الحرب ضد اليابان. وسرعان ما أعقب ذلك غارات القصف على شمال أستراليا. قاد كيرتن المساعي الحربية المبذولة في البلاد واتخذ قرارات هامة حول كيفية سير الحرب. عيّن الجنرال دوغلاس ماكارثر قائدًا للقوات الأسترالية، والذي شكل معه علاقة وثيقة، ونجح في التفاوض على قضية التجنيد الإلزامي في الخارج الأمر الذي تسبب في انشقاق حزبه أثناء الحرب العالمية الأولى. فاز حزب العمال الأسترالي بنحو ثلثي المقاعد في انتخابات مجلس النواب لعام 1943، والذي يُعد رقمًا قياسيًا للحزب. توفي كورتينو وهو لا يزال في منصبه في يوليو 1945 بعد أشهر من سوء حالته الصحية بسبب ضغوط الحرب. نفّذ خليفته بن تشيفلي العديد من خطط إعادة البناء في مرحلة ما بعد الحرب، والذي قاد حزب العمال الأسترالي إلى انتصارات متتالية للمرة الأولى في عام 1946.

## النشأة والتعليم

### خلفية النشأة والعائلة
وُلد جون كيرتن في كريسويك، فيكتوريا، في 8 يناير 1885. وعُمّد «جون جوزيف أمبروس»، رغم أن اسمه الأوسط لم يُسجل في شهادة ميلاده وتوقف عن استخدامه لاحقًا. عُرف داخل عائلته باسم «جاك». كان كيرتن الأكبر بين أربعة أطفال، فقد وُلد شقيقه الأصغر جورج في عام 1887، ثم ولدت شقيقاته الأصغر مولي وهانا في عامي 1889 و1891. وُلد والداه في مقاطعة كورك في أيرلندا. وصل والده، جون كيرتن الأب، إلى جنوب أستراليا في عام 1873، برفقة اثنين من أشقائه. استقر أشقاؤه في أديلايد، إلا أنه انتقل إلى فيكتوريا وعثر على عمل كحارس في سجن بينتريدج. ثم انضم بعد ذلك إلى شرطة فيكتوريا، حيث لم يرتقِ إلى أكثر من رتبة شرطي خلال لثلاثة عشرعامًا، ووُبّخ جراء هتك العرض واستخدام القوة المفرطة ضد الأطفال. في عام 1883، تزوج  كاثرين أغنيس بورك (المعروفة باسم «كيت»)، التي وصلت إلى ملبورن في عام 1875. وكانت شقيقة أحد زملائه في الشرطة.

### مرحلة الطفولة والتعليم
وُلد كيرتن مع حول وراثي في العين اليسرى، وبقي ذلك ملحوظًا طوال حياته. كان عيبًا تجميليًا بشكل كبير، إلا أنه شعر بالخجل هذا الأمر. وفقًا لكاتب سيرته، ديفيد داي، كان لذلك «أثر نفسي كبير» عليه، ومن المرجح أنه أدى إلى تفاقم خجله. عاش كيرتن في كريسويك حتى عام 1890، عندما تقاعد والده من الشرطة. عانى والده من التهاب المفاصل الروماتويدي الحاد ومرض الزهري، وقُيم بعجزه طبيًا على استئناف واجباته الشُرطية. عُرض عليه الاختيار بين معاش تقاعدي سنوي ودفع تعويضات إجمالية، وفضّل المعاش الثاني. نقل عائلته بعد ذلك إلى ملبورن الداخلية، حيث تولى استئجار حانة في شارع ليتل لونسديل وانتقل إلى منزل مستأجر في برونزويك.
بدأ كيرتن تعليمه في مدرسة سانت فرانسيس للبنين، وهي مدرسة للإخوان المسيحيين تابعة لكنيسة سانت فرانسيس. ثم التحق بمدرسة سانت بريدجيت في فيتزروي لفترة وجيزة. والتحق بمدرسة ماكيدون الابتدائية في بلدة ماكيدون. في عام 1894، انتقل كيرتن وعائلته إلى تشارلتون، وهي بلدة ريفية صغيرة تقع شمال غرب فيكتوريا. إذ لم يحقق والده نجاحًا في ملبورن، التي كانت في خضم انتكاس اقتصادي. في تشارلتون، استأجر حانة يملكها شقيق زوجته، جون بورك. التحق كيرتن بمدرسة الولاية المحلية، إذ لم تُنشأ مدرسة كاثوليكية بعد. تفوق أكاديميًا، وكان يُعد «صبي منحة دراسية» محتمل. ومع ذلك، غادر هو وعائلته تشارلتون في عام 1896. وفي ظل كفاح مالي، أمضوا العامين التاليين بالانتقال في مختلف أرجاء ولاية فيكتوريا، حيث أدار والده الحانات في درومانا ودروين وجبل ماكيدون. التحق كيرتن بمدارس الولاية المحلية، لينهي تعليمه الرسمي في عام 1898 في سن الثالثة عشر.

### الحياة المهنية المبكرة
في أوائل عام 1899، عمل كيرتن ساعي مكتب في مجلة أسبوعية تُدعى ذي رامبلر، وتقاضى خمس شلنات في الأسبوع. كان الفنان والكاتب نورمان ليندسي رب عمله، الذي نشأ أيضا في كريسويك وذو معرفة بأسرته. لم تستمر المجلة لفترة طويلة، وعلى مدى الأعوام التالية، عمل كيرتن في مجموعة من الوظائف قصيرة الأمد، بما في ذلك عامل نسخ في صحيفة ذي إيج، وتلميذ لدى خزاف، وخادم في نادي للسادة المحترمين. تتخلل تلك الأعمال فترات من البطالة. لم يضمن وظيفة دائمة إلى أن بلغ الثامنة عشر من عمره، وشغل منصب  كاتب تقديرات في شركة تايتن للصناعة في جنوب ملبورن في سبتمبر 1903. وكان المعيل الأساسي للأسرة آنذاك، لأن والده كان مريضًا.
في شبابه، كان كيرتن رياضيًا موهوبًا. بين عامي 1903 و1907، لعب كلاعب جناح متمركز في النصف الأمامي لنادي كرة قدم برونزويك في اتحاد كرة القدم الفيكتوري شبه الاحترافي. لعب كيرتن أيضًا في نادي برونزويك للكريكيت، حيث حظي بسمعة ضارب الكرة القوي. بقي منخرطًا في كلا الرياضتين طوال الفترة المتبقية من حياته، كمدير وداعم. وقيل أن لديه معرفة موسوعية بإحصاءات الكريكيت.

## روابط خارجية
- جون كيرتن على موقع الموسوعة البريطانية (الإنجليزية)
- جون كيرتن على موقع إن إن دي بي (الإنجليزية)
- جون كيرتن على موقع ديسكوغز (الإنجليزية)
- جون كيرتن على موقع AustralianFootball.com (الإنجليزية)